# Lyponia ishigakiana
Lyponia ishigakiana is een keversoort uit de familie netschildkevers (Lycidae). De wetenschappelijke naam van de soort werd in 1961 gepubliceerd door Takehiko Nakane.